# Guatteria gamosepala
Guatteria gamosepala är en kirimojaväxtart som beskrevs av Robert Elias Fries. Guatteria gamosepala ingår i släktet Guatteria och familjen kirimojaväxter. Inga underarter finns listade i Catalogue of Life.